# Доротея фон Анхалт-Цербст
Доротея фон Анхалт-Цербст (на немски: Dorothea von Anhalt-Zerbst; * 25 септември 1607, Цербст; † 26 септември 1634, Хитцакер) от род Аскани, е принцеса от Анхалт-Цербст и чрез женитба херцогиня на Брауншвайг и Люнебург и княгиня на Брауншвайг-Волфенбютел.

## Живот
Тя е голямата дъщеря на княз Рудолф фон Анхалт-Цербст (1576 – 1621) и първата му съпруга Доротея Хедвиг (1587 – 1609), дъщеря на херцог Хайнрих Юлий фон Брауншвайг-Волфенбютел.
Доротея се омъжва на 26 октомври 1623 г. за херцог Август II Млади фон Брауншвайг-Волфенбютел (1579 – 1666) от род Велфи. Тя е втората му съпруга. Първият брак на нейния съпруг е бездетен и Доротея става майка на изчезналия през 1884 г. род „Нов Дом Брауншвайг“.
Тя умира на 26 септември 1634 г. През 1635 г. Август II се жени за Елизабет София фон Мекленбург (1613 – 1676).

## Деца
Доротея и Август II имат децата:
- Хайнрих Август (* 28 април 1625, † 30 септември 1627)
- Рудолф Август (* 16 май 1627, † 26 януари 1704), херцог на Брауншвайг-Люнебург и княз на Брауншвайг-Волфенбютел

∞ 1. 1650 графиня Христиана Елизабет фон Барби (1634 – 1681)
∞ 2. 1681 Розина Елизабет Менте (1663 – 1701)
- Сибила Урсула (* 4 февруари 1629, † 12 декември 1671)

∞ 1663 за херцог Христиан фон Шлезвиг-Холщайн-Зондербург-Глюксбург (1627 – 1698)
- Клара Августа (* 25 юни 1632, † 6 октомври 1700)

∞ 1653 херцог Фридрих фон Вюртемберг-Нойенщат (1615 – 1682)
- Антон Улрих (* 4 октомври 1633, † 27 март 1714), херцог на Брауншвайг-Волфенбютел

∞ 1656 принцеса Елизабет Юлиана фон Холщайн-Норбург (1634 – 1704)